# Робърт Блай
Робърт Блай (на английски: Robert Bly) е американски поет, лидер на Движението за митопоетични мъже, преводач, съставител на антологии и писател на произведения в жанра лирика и документалистика.

## Биография и творчество
Робърт Елууд Блай е роден на 23 декември 1926 г. в окръг Лак ки Паръл, Западна Минесота, САЩ, в семейството от норвежки произход. Израства в общност на норвежки имигранти фермери. Завършва гимназия в Мадисън, Минесота. Записва се във Военноморския флот през 1944 г. и прекарва там две години. След демобилизацията си следва една година в Сейнт Олаф Колидж в Нортфийлд, Минесота, след което се прехвърля в Харвардския университет. В университета се присъединява към известната група писатели, студенти по това време, която включва Доналд Хол, Адриен Рич, Кенет Кох, Джон Ашбъри, Харолд Бродки, Джордж Плимптън и Джон Хоукс. Завършва през 1950 г. с бакалавърска степен по английска филология и прекарва следващите няколко години в Ню Йорк в периферията на бийт-движението.
В периода 1954 – 1956 г. следва творческо писане в Писателската работилница на Университета на Айова и получава магистърска степен по изящни изкуства. През 1956 г. получава стипендия „Фулбрайт“ и пътува до Норвегия, за да превежда норвежка поезия на английски език. Там се запознава и започва да превежда на английски език творчеството на редица големи международни поети, чиито произведения са малко известни в САЩ, като Гунар Екелоф, Хари Мартинсон, Георг Тракъл, Антонио Мачадо, Пабло Неруда, Сесар Вайехо, Руми, Хафез, Кабир и Мирабай.
Завръщайки се от Норвегия се установява със съпругата си във ферма в Минесота. Създава през 1958 г. в САЩ литературно списание за американска поезия и издателска къща, която служи като форум за преводна поезия. Първата му книга, стихосбирката „Тишина сред снежните полета“, е издадена през 1962 г. Следват стихосбирките му „Светлината около тялото“ (1968, получила Национална награда за литература), „Спящите се хващат за ръце“ (1973), „Това тяло е направено от камфор и гоферово дърво“ (1977), „Това дърво ще бъде тук хиляда години“ (1983) и др. Поезията му черпи вдъхновение от природата, въображението и царството на ирационалното. Нейният прост, образен стил оказва значително влияние върху американския стих през следващите две десетилетия.
Като поет, редактор, и преводач, Робърт Блай е повлиява дълбоко на американската поезия. Освен с поезията си, привлича вниманието с възгледите си за корените на социалните проблеми. През 1966 г. се включва в движението против войната във Виетнам и изразява своя протест в стихотворението The Teeth Mother Naked At Last. През шейсетте години той помага и на бенгалските унгриалистки поети (литературно движение на бенгалски език), които са изправени пред изпитания срещу властта в Колката, Индия.
Освен като поет Робърт Блай е автор на редица книги за американската култура и поезия. През 1963 г. е издадено есето му „Погрешно обръщане в американската поезия“, в което твърди, че на по-голямата част от американската поезия от периода 1917 – 1963 г. липсва душа и „вътрешност“ в резултат на фокусиране върху безличност и обективиращ, интелектуален възглед за света. Той счита, че подход е подтикнат от модернистите и формира естетиката на повечето американска поезия след Втората световна война. Една от най-известните му книги е „Да бъдеш мъж днес“ от 1990 г., която става международен бестселър и е преведена редица езици по света. Тя става вдъхновител на митопоетичното мъжко движение в САЩ.
През февруари 2008 г. е обявен за първия поет лауреат на Минесота. През февруари 2013 г. е удостоен с медала „Робърт Фрост“ на Обществото на поезията на Америка за цялостното му творчество.
През 1955 г. се жени за писателката Карол Маклийн. Имат четири деца. Развеждат се през 1979 г. През 1980 г. се жени за Рут Каунсел, която има две деца от предишен брак.
Робърт Блай умира от усложнения на болестта на Алцхаймер на 21 ноември 2021 г. Минеаполис.

## Произведения

### Поезия
- Silence in the Snowy Fields (1962)[1][3][7]
Тишина сред снежните полета, изд. „Фрост“ София (2018), прев. Благовест Петров
- The Lion's Tail and Eyes (1962)
- The Light Around the Body (1967) – Национална награда за книга
- Sleepers Joining Hands (1973)
- Jumping Out of Bed (1973)
- Old Man Rubbing His Eyes (1974)
- This Body is Made of Camphor and Gopherwood (1977)
- This Tree Will Be Here for a Thousand Years (1979)
- The Man in the Black Coat Turns (1981)
- Mirabai Versions (1984)
- Selected Poems (1986)
- Loving a Woman in Two Worlds (1985)
- What Have I Ever Lost by Dying? (1992)
- Meditations on the Insatiable Soul (1994)
- Morning Poems (1997)
- Snowbanks North of the House (1999)
- Eating the Honey of Words (1999)
- The Night Abraham Called to the Stars (2001)
- Surprised by Evening (2005)
- My Sentence Was a Thousand Years of Joy (2005)
- The Urge to Travel Long Distances (2005)
- Turkish Pears in August: Twenty-Four Ramages (2007)
- Reaching Out to the World: New & Selected Prose Poems (2009)
- Talking into the Ear of a Donkey (2011)

на български
- Подземна вода – сборник, изд.: „Народна култура“, София (1986), прев. Георги Белев
- Стихотворения в сп. „Съвременник“ (2006) бр.4, прев. Здравка Евтимова – (Приликата между твоя живот и кучето, Шест зимни стихотворения за самотата, Да закараш писмо до пощата късно вечер)
- Стихотворения в сп. „Съвременник“ (2016) бр.3, прев. Благовест Петров – (Три вида наслада; Отново в уединение; Събуждане; Лов на фазани в царевична нива; Изненадани от вечерта; Мислейки за Уолъс Стивънс през първия снежен ден на декември; Залез на езерото; Есен; Доближавайки зимата; Шофирайки към река Лак ки Паръл; Стихотворение в три части)

### Документалистика
- Eight Stages of Translation (1983)[1][3][7]
- A Little Book on the Human Shadow, Bly and William Booth (1988)
- Iron John: A Book About Men (1990)[2][5]
Да бъдеш мъж днес, изд.: ИК „Изток-Запад“, София (2005), прев. Константин Янакиев, Светлана Янакиева
- American Poetry: Wildness and Domesticity (1991)
- The Spirit Boy and the Insatiable Soul (1994)
- The Sibling Society (1996)
- The Maiden King : The Reunion of Masculine and Feminine, Bly and Marion Woodman (1998)
- Remembering James Wright (2005)
- More Than True: The Wisdom of Fairy Tales (2018)

### Преводи
Прави преводи на Пабло Неруда, Сесар Вайехо, Антонио Мачадо, Гунар Екельоф, Георг Тракл, Руми, Хафез, Кабир, Мирабай, Хари Мартинсон и др.